# Caralluma joannis
Caralluma joannis är en oleanderväxtart som beskrevs av René Charles Maire. Caralluma joannis ingår i släktet Caralluma och familjen oleanderväxter. Inga underarter finns listade i Catalogue of Life.